# Organické sloučeniny iridia

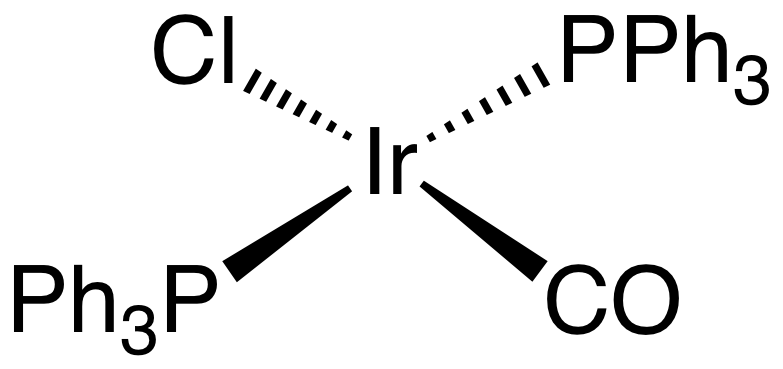
Vaskův komplex

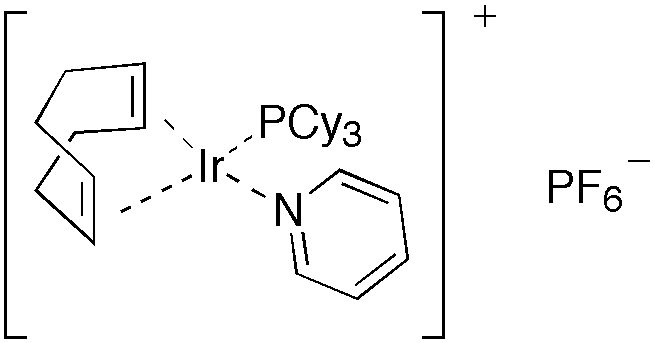
Crabtreeův katalyzátor, aktivní katalyzátor při hydrogenačních reakcích

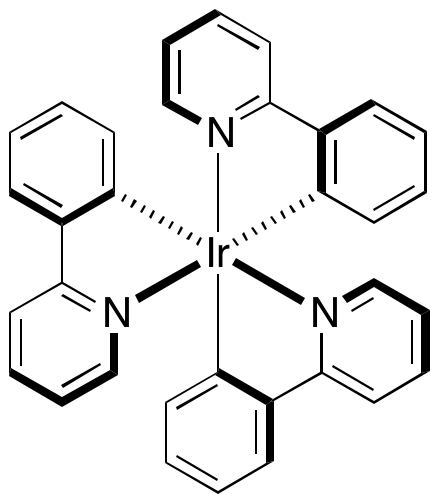
Tris(2-fenylpyridin)iridium, Ir(ppy)_{3}, fotokatalyzátor a luminofor

Struktura Ir_{4}(CO)_{12}

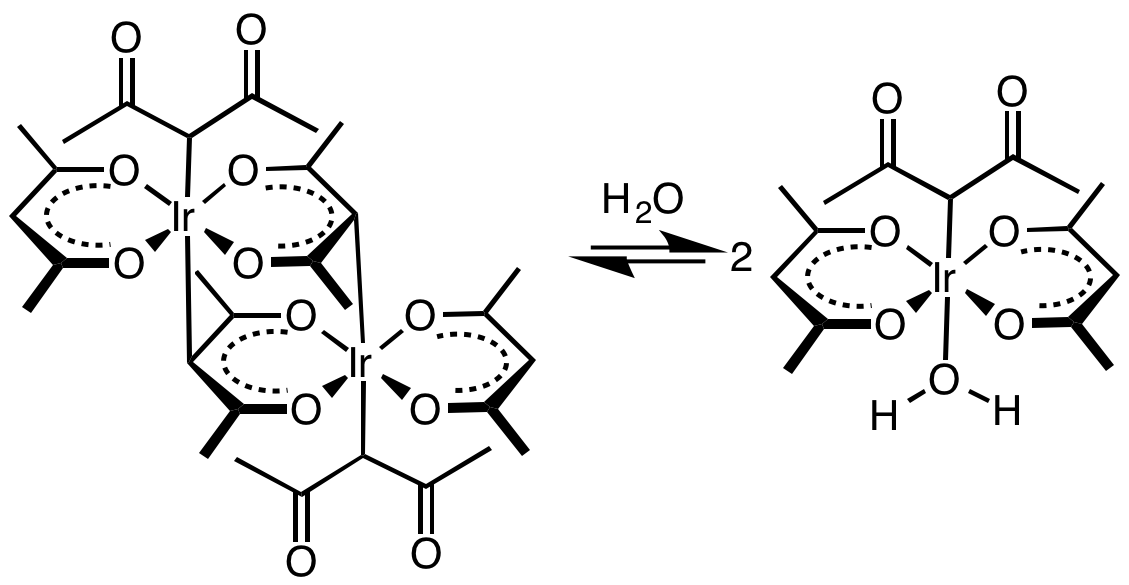
izomer Ir(acac)_{3}

Oxotrimesityliridium, příklad iridičného komplexu

Organické sloučeniny iridia jsou organokovové sloučeniny obsahující vazby iridium-uhlík. Využití mají při řadě významných procesů, jako jsou hydrogenace alkenů a průmyslová výroba kyseliny octové. Díky rozmanitosti reakcí a jejich využitelnosti v syntézách jsou také častými předměty výzkumu.

## Rozdělení podle oxidačních čísel
Organoiridiové sloučeniny mají podobné vlastnosti jako příslušné sloučeniny rhodia, o něco méně se podobají sloučeninám kobaltu. Iridium může zaujímat oxidační čísla od -III do +V, nejčastější jsou I a III. Iridné sloučeniny mají elektronovou konfiguraci d8 a obvykle mají čtvercové nebo trigonálně bipyramidové geometrie, zatímco sloučeniny iridité (d6) jsou nejčastěji oktaedrické.

### Ir0
Oxidační číslo 0 mívá iridium v binárních karbonylech, jako je dodekakarbonyl tetrairidia, Ir4(CO)12. Na rozdíl od podobného Rh4(CO)12, jsou zde všechny CO ligandy koncové; tento rozdíl je obdobný jako u Fe3(CO)12 a Ru3(CO)12.

### IrI
Příkladem iridné sloučeniny je Vaskův komplex, chlorid kabonylu bis(trifenylfosfin)iridia. Iridné komplexy jsou často dobrými homogenními katalyzátory, což však u Vaskova komplexu neplatí; tato sloučenina je ovšem významná širokým spoektrem reakcí, kterých se může účastnit. K dalším komplexům Ir0 patří dimer cyklooktadieniridiumchloridu (Ir2Cl2(cyklooktadien)2) a dimer chlorobis(cyklookten)iridia IrCl(PPh3)3), analog Wilkinsonova katalyzátoru vstupuje do orthometalačních reakcí:
IrCl(PPh3)3 → HIrCl(PPh3)2(PPh2C6H4)
Tento rozdíl mezi RhCl(PPh3)3 a IrCl(PPh3)3 se projevuje snazším zapojováním iridia do oxidačních adicí. Podobné změny lze pozorovat u RhCl(CO)(PPh3)2 a IrCl(CO)(PPh3)2, kde se pouze na druhou sloučeninu mohou oxidačně adovat O2 a H2. Alkenové komplexy, dimery chlorobis(cyklookten)iridia a cykooktadieniridiumchloridu, se často používají jako zdroje „IrCl“, přičemž se využívá nestálost alkeneových ligandů a možnost jejich odstranění hydrogenacemi. Crabtreeův katalyzátor ([Ir(P(C6H11)3)(pyridin)(cyklooktadien)]PF6) je vhodným katalyzátorem pro řadu hydrogenací alkenů.
(η5-Cp)Ir(CO)2 se oxidačně aduje na vazby C-H po fotolytické disociaci CO ligandů.

### IrII
Podobně jako rhodnaté jsou i iridnaté sloučeniny vzácné. Jako příklad lze uvést iridocen, IrCp2. Podobně jako u rhodocenu se iridocen dimerizuje za pokojové teploty.

### IrIII
Iridium se nejčastěji dodává v oxidačních číslech III a IV. Na jejich přípravu se používají hydráty chloridu iriditého a hexachloroiridičitanu amonného. Tyto soli se redukují za přítomnosti CO, vodíku a alkenů:
IrCl3(H2O)x + 3 CO → [Ir(CO)2Cl2]− + CO2 + 2 H+ + Cl− + (x-1) H2O
Řadu organoiriditých sloučenin je možné získat z dimeru pentamethylcyklopentadienyliridiumdichloridu. Mnoho z nich obsahuje kineticky netečné cyklometalované ligandy. Obdobné polosendvičové sloučeniny sehrály významnou roli při rozvoji aktivací vazeb uhlík-vodík.

### Ir^{III}

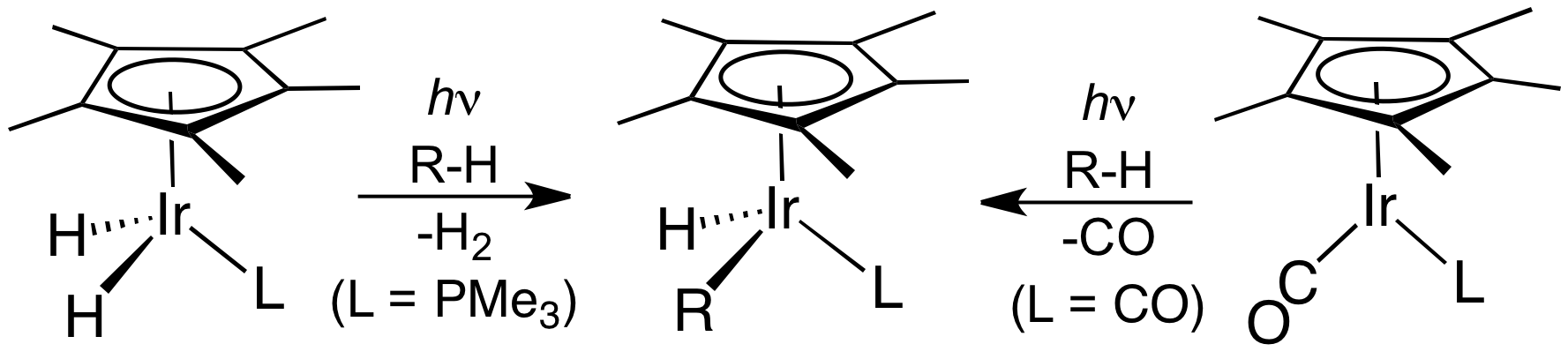
Příklady yužití organoiriditých sloučenin k aktivacím vazeb C-H

### IrV
Oxidační čísla vyšší než III jsou u iridia častější než u rhodia. Jako příklad může sloužit oxotrimesityliridium(V).

## Použití
Hlavní využití organických sloučenin iridia spočívá v katalýze karbonylace methanolu na kyselinu octovou.

### Optická a fotoredoxní využití
Komplexy iridia, například cyklometalované deriváty 2-fenylpyridinů, se používají ve fosforescenčních OLED.
Iridium obsahují také některé fotoredoxní katalyzátory.

### Další možná využití
Komplexy iridia jsou vysoce účinnými katalyzátory hydrogenací. Vyvíjeny jsou i asymetrické varianty těchto reakcí.
Mnoho polosendvičových sloučenin bylo zkoumáno pro možná využití jako protinádorová léčiva. Podobné komplexy slouží jako elektrokatalyzátory přeměny oxidu uhličitého na kyselinu mravenčí.
V laboratořích se zkoumá využití komplexů iridia při aktivacích vazeb uhlík-vodík, které však nemají průmyslové využití.